# Štíři
Štíři (Scorpionida) jsou řád klepítkatců, vyznačují se velkými, klepetovitými makadly a zúženým prodlouženým zadečkem s jedovým ostnem. Štír přežije radioaktivitu, která by člověka zabila. Vydrží nejíst rok a zadržovat dech tři dny. Přežije vysoké teploty i zmrazení.

## Evoluce
Štíři byli svědkem počátku i konce dinosaurů, na Zemi se však vyskytovali ještě mnohem dříve. Moderní suchozemští štíři se objevili v prvohorách v období karbonu asi před 300 milióny lety. Jejich vodní předchůdci však žili již v období siluru před více než 400 milióny lety. Některá zvířata (např. surikata) si našla proti nim obranu nebo dokonce způsob, jak je lovit.

## Popis
Tělo štíra je rozděleno na dvě základní části: hlavohruď a zadeček.
Prvních 7 článků zadečku se nazývá trup, zbývající část zadečku je tvořena pěti články a telsonem, jedovým ostnem, který je zakončen jedovým hrotem, do kterého ústí dvě jedové žlázy. Tato část zadečku bývá označována jako ocas, tento název je ale nesprávný, protože pravý ocas je část těla za řitním otvorem. U štíra je řitní otvor umístěný na spodní straně těla mezi pátým článkem „ocasu“ a telsonem.
Trup obsahuje vnitřní orgány, plicní vaky, trávicí trubici a rozmnožovací orgány. Zakrnělé zbytky končetin na jeho článcích tvoří hřebínky, které slouží jako smyslové orgány.
Hlavohruď nese jeden pár středových očí a až pět párů dalších postranních očí, klepítka (chelicery) a makadla (pedipalpy), která jsou zakončena klepety. Z hlavohrudi vyrůstají také čtyři páry kráčivých nohou. Některé jeskynní druhy štírů nemají oči. Díky rozložení očí po těle má štír k dispozici zorný úhel prakticky 360 stupňů.

### Klepeta
Štír používá klepeta hlavně k uchvacování kořisti, ale hrají i důležitou roli při námluvách. Makadla jsou tvořena šesti články. Samotné klepeto je tvořeno horní nepohyblivou částí (tibia) a spodní pohyblivou (tarsus).

## Štíří jed
Všechny druhy štírů jsou jedovaté. Jejich jed je většinou neurotoxin, složený z různých proteinů a sodných a draselných iontů. Působí tak, že narušuje přenos nervových vzruchů. Štíři používají svůj jed k zabití nebo paralyzování kořisti, jed proto působí rychle a tak umožňuje štírovi kořist polapit a pozřít.[zdroj?]
Mláďata většiny druhů nejsou schopna probodnout kůži.
Většina štírů má jed, který účinně působí jen na jiné členovce, a pro lidi je relativně neškodný; bodnutí způsobí jen místní reakci (bolest, otok).
Několik druhů štírů, většinou z čeledi Buthidae, však může být nebezpečných i pro člověka. Obecně nejsou štíři schopní vyloučit při bodnutí dostatečné množství jedu potřebného k zabití zdravého dospělého člověka, bodnutí ale dokáže zabít děti či staré nebo nemocné osoby. Nejbolestivější bodnutí způsobuje štír smrtonoš (Leiurus quinquestriatus). Má také nejúčinnější jed a je velice útočný a nevyzpytatelný. Nejhorší pověst má štír tlustorepý, který údajně způsobí největší počet úmrtí po bodnutí štírem v severní Africe.
Nejsou-li vydrážděni, jsou štíři plachá a neškodná zvířata, jež používají jed jen k lovu. Před nebezpečím se pokoušejí uniknout, nebo se naopak vůbec nehýbou. Obecně platí, že druhy štírů s dobře vyvinutými klepety používají jed k lovu zřídka.
Nebezpeční štíři:
- štír nejjedovatější (Leiurus quinquestriatus), přezdívaný smrtonoš
- štír tlustorepý (Androctonus australis)
- štír samičí (Tityus serrulatus)
- štír bahijský (Tityus bahiensis)
- štír hnědožlutý (Hemiscorpius lepturus)

Pro osoby citlivé na živočišné jedy a pro malé děti mohou být nebezpeční někteří další štíři z rodů Androctonus, Tityus, Leiurus(?), Parabuthus, Buthus (Štír středomořský), Hottentotta a Centruroides. Ne všichni štíři z těchto rodů jsou nebezpeční (viz seznam jedovatých štírů). Pozor je však třeba dávat u každého štíra, zvláště když jej nedovedeme přesně určit.

## Chov štírů
Mnoho lidí se zabývá chovem bezobratlých. Většinou se jedná o hmyz nebo pavoukovce. Na světě jsou nejčastěji chováni sklípkani a štíři, a to často i těmi, kteří jej mají čistě jako domácí zvířátko, jako je pes nebo křeček.
Chov štírů je poměrně snadný, štíři nepotřebují přílišnou péči. Pro chov štíra je vhodné terárium o délce 3× větší než je štír a 2× tak široké.

## Biologie
Štíři loví po setmění. Kořist často registrují dotykem. Loví většinou jiné členovce, dovedou ulovit i ještěrku nebo malé savce.
Jsou to gonochoristé, při páření mají komplikované rituály, kdy nejdříve dochází k rituálnímu tanci a následně, pokud sameček samičce vyhovuje, sameček vypustí spermie na zem a samičku na buňky natlačí – tím dojde k oplození samičky.
Samice rodí živá mláďata, která nosí na hřbetě. Těchto 30 až 35 mláďat zůstává s matkou ještě nějaký čas po prvním svlékání.
Největší štíři patří do čeledí Hemiscorpiidae a Scorpionidae, některé druhy mohou dorůstat délky až 23 cm.

## Predátoři
Jedni z nejnebezpečnějších predátorů štírů jsou promyky – savci podobající se kuně či fretce. Mangusty například využívají oslabení smyslů štírů (zejména zraku), když je za denního světla vyhrabou z jejich nor. Po ukousnutí části s jedovým hrotem jsou štíři pro mangusty neškodní, a tudíž se z nich stává potrava.

## České názvy štírů
Stejně jako ostatní živočichové mají i štíři české názvy, ale ty se na rozdíl od anglických nepoužívají často. Většina štírů má český rodový název štír.
Štíři s jiným rodovým názvem:
- australoštír – rod Urodacus
- afghanoštír – rod Afghanorthochirus
- veleštír – rody Heterometrus, Pandinus, Scorpio, Opistophthalmus
- amerikoštír (používá se zřídka) – čeleď Vaejovidae
- hottentotta (někdy štír) – rod Hottentotta
- hrotoštír – celá čeleď Bothriuridae
- afroštír – Butheoloides

## Štíři v Česku
Jediný původní druh, který žil a možná ještě žije v Česku, je štír kýlnatý (Euscorpius tergestinus). Vyskytoval se u Slapské přehrady, ale od roku 1988 nebyl nalezen ani jeden exemplář: Lokalita byla zcela zničena a většina vzácných zvířat již nebyla nalezena. Jednalo se o početnou populaci, jejíž existence byla oficiálně prokázána roku 1959, ale byla známa již v dřívějších letech. Původ slapských štírů je stále otázkou.
Dříve byl řazen k druhu Euscorpius carpathicus, ale po revizi rodu bylo zjištěno že se jedná o samostatný druh. V Česku je chráněn E. carpathicus, který se zde však nikdy nevyskytoval. Dříve patřil k druhu Euscorpius carpathicus, který je vzácným obyvatelem Rumunska, je endemit tamějších Karpat. Žádný ze štírů rodu Euscorpius není nebezpečný pro člověka ani pro většinu ostatních obratlovců. Populace Euscorpius tergestinus byla původním pozůstatkem rozšíření druhu a další pozůstatek výskytu z období před Dobou ledovou se vyskytuje na velmi podobné lokalitě v blízkosti města Krems v Rakousku.
Občas se stane, že je nějaký štír tohoto rodu zavlečen nebo vypuštěn v Česku. Mnoho štírů z tohoto rodu je synantropních, pohybuje se v okolí i uvnitř lidských příbytků a i když se mnoho druhů vyskytuje v ryze přírodním prostředí, jako jsou břehy vodních ploch, lesy, stráně a louky, tak další mohou být v budovách, ruinách, v puklinách v omítce, starých zídkách a místech hustě osídlených lidmi. Jako noční živočich milující vlhko se často ukrývá pod podložky stanů a další předměty položené delší dobu na zem v místě jejich výskytu, takže může být snadno nevědomky zavlečen např. z dovolené v Chorvatsku.
V současnosti možná ještě existují na xerotermech v Praze a okolí dvě kolonie štírů rodu Euscorpius, zavlečené nebo vypuštěné nejspíše nezodpovědnými chovateli. Někteří chovatelé se pokoušejí o reintrodukci vzácného a v Česku nezvěstného štíra kýlnatého romnožováním a odchovem v zajetí, čímž se zvyšují šance na přežití mláďat v tomto choulostivém období.
O výskytu štírů v Praze se zmiňoval již Bohuslav Balbín, jenž zde prý nalezl pravé a vskutku jedovaté štíry. V České republice je jako invazivní druh štíra považován Euscorpius italicus, jehož stabilní výskyt nebyl potvrzen, ale vzhledem k oblasti nálezů, která biogeograficky patří do Panonské oblasti, stejně jako část jihu Slovenska, kde se vzácně vyskytuje teplomilný scink Krátkonožka evropská (nejsevernější oblast výskytu) a Maďarsko, kde jsou štíři rodu Euscorpius (včetně Euscorpius italicus) běžnou a potvrzenou součástí přírody, lze předpokládat možnost přirozeného výskytu. V těchto jihomoravských místech nálezů štírů je přítomna i další teplomilná fauna a flora. Nálezy z Čech jsou takřka určitě vzniklé působením člověka.